# Roztoka Odrzańska
Roztoka Odrzańska (tysk: Papen Wasser) er Oders udmundingen i Stettiner Haff mellem Police, Stepnica og Trzebież i voivodskabet Vestpommern, Polen. Roztoka Odrzańska betegner strækningen af Oder fra Stettin til Police. Den gennemsnitlige dybde er ca. 1,3 m, længden er 10 km og bredden ca. 6 km.
Roztoka Odrzańska med Stettiner Haff og Oder i Stettin-Skolwin og Police udgør Natura 2000 området: Oders mundingen og Stettiner Haff (polsk: Ujście Odry i Zalew Szczeciński).

## Bifloder
- Højre kyst:
  - Gowienica
- Venstre kyst:
  - Gunica
  - Karpina

## Lokaliteter ved Roztoka Odrzańska
- Police - Jasienica
- Uniemyśl
- Stepnica
- Gąsierzyno
- Trzebież